# Sitio de Antioquía (1268)
El asedio de Antioquía se refiere a un sitio realizado en 1268 por el sultán de Egipto y Siria, Baibars, al estado cruzado del Principado de Antioquía.
En el año 1260, Baibars empezó a amenazar al principado de Antioquía, el cual, como vasallo de los armenios, había apoyado a los mongoles, los enemigos tradicionales de los turcos. El año 1265 llevó a cabo sus amenazas y capturó Cesarea Marítima, Haifa y Arsuf, y masacró a sus habitantes. Un año después, Baibars conquistó Galilea y devastó Cilicia (la actual Armenia).
La ciudad de Antioquía se había visto debilitada durante los años anteriores por sus conflictos con Armenia y las luchas internas. El año 1268, Baibars asedió la ciudad de Antioquía, capturándola el 18 de mayo. Saqueó la ciudad y mató o esclavizó a la población. Con su caída, el resto de Siria pronto cayó también, y la influencia de los Francos llegó a su fin.
La fortaleza hospitalaria del Krak de los Caballeros cayó tres años después. Aunque Luis IX de Francia lanzó la Octava Cruzada con el objetivo declarado de recuperarse de estos desastres, la cruzada se dirigió a Túnez en lugar de al próximo oriente a causa de las maquinaciones de Carlos I de Sicilia, y el rey francés acabaría muriendo de enfermedad.
En el momento de su muerte, en 1277, Baibars había obligado a retroceder a los cruzados a un puñado de fortalezas a lo largo de la costa, y estos se vieron expulsados definitivamente de Oriente Medio a principios del siglo XIV. La caída de Antioquía resultó tan fatal para los cruzados como vital fue su captura para el éxito inicial de la Primera Cruzada.
- Datos: Q815112